# Fleurette de Nérac
Fleurette de Nérac (muerta el 25 de agosto de 1592) fue la primera amante del rey Enrique IV de Francia.

## Biografía
Fleurette, habitante de la villa de Nérac e hija de un jardinero del castillo, conoció al futuro Enrique IV e inició posteriormente una relación amorosa con él entre los años 1571 y 1572. Al parecer, de todas su amantes, Fleurette fue la única que lo amó sinceramente y le mostró fidelidad.
Según la leyenda, cuando el rey la abandonó, Fleurette, en un acto de desesperación, se suicidó arrojándose al río Baïse. No obstante, Fleurette vivió en realidad dieciséis años más después de finalizada su relación con Enrique, muriendo el 25 de agosto de 1592.